# Juniskär
Juniskär är en tidigare tätort i Sundsvalls kommun. Sedan 2015 ingår orten i tätorten Kvissleby.

## Befolkningsutveckling
| Befolkningsutvecklingen i Juniskär 1950–2015               | Befolkningsutvecklingen i Juniskär 1950–2015 | Befolkningsutvecklingen i Juniskär 1950–2015 | Befolkningsutvecklingen i Juniskär 1950–2015 | Befolkningsutvecklingen i Juniskär 1950–2015 |
| ---------------------------------------------------------- | -------------------------------------------- | -------------------------------------------- | -------------------------------------------- | -------------------------------------------- |
|                                                            |                                              |                                              |                                              |                                              |
| År                                                         |                                              |                                              | Folkmängd                                    | Areal (ha)                                   |
| 1950                                                       | 1950                                         |                                              | 478                                          |                                              |
| 1960                                                       | 1960                                         |                                              | 366                                          |                                              |
| 1965                                                       | 1965                                         |                                              | 311                                          |                                              |
| 1990                                                       | 1990                                         |                                              | 212                                          | 35                                           |
| 1995                                                       | 1995                                         |                                              | 270                                          | 37                                           |
| 2000                                                       | 2000                                         |                                              | 306                                          | 38                                           |
| 2005                                                       | 2005                                         |                                              | 333                                          | 39                                           |
| 2010                                                       | 2010                                         |                                              | 397                                          | 42                                           |
| Anm.: Ej tätort 1970-1990. Sammanvuxen med Kvissleby 2015. |                                              |                                              |                                              |                                              |

## Samhället
Juniskär ligger kustnära och präglas av villor samt fritidsbebyggelse.